# Turneroideae
Sous-famille
Synonymes
- Turneraceae Kunth ex DC. (1828)[1]
- Turnereae Rchb. (1837)[2]
- Piriquetaceae Martynov (1820)[3]

Les Turneroideae sont une sous-famille de plantes à fleurs de la famille des Passifloraceae.
La sous-famille a été décrite par Eaton sous le nom de Turneraceae.
Le genre type est Turnera.

## Liste des genres
- Adenoa
- Afroqueta
- Arboa
- Erblichia
- Hyalocalyx
- Loewia
- Mathurina
- Oxossia
- Piriqueta
- Stapfiella
- Streptopetalum
- Tricliceras
- Turnera

## Publication originale
- Eaton, Bot. Dict., ed. 4: 44 (1836) (“Turneraceae”)